# Guerra política
Guerra política é o uso de meios políticos para induzir um oponente a fazer sua vontade, com base numa intenção hostil. O termo político descreve a interação calculada entre um governo e um elemento-alvo que pode ser o governo, militares e / ou a população em geral de outro estado. Os governos usam uma variedade de técnicas para direcionar certas ações, ganhando vantagem relativa sobre um oponente. As técnicas incluem propaganda e PSYOP (operações de guerra psicológica), que atendem objetivos nacionais e militares, respectivamente. A propaganda tem muitos aspectos e um propósito político hostil e coercitivo. As operações psicológicas tem objetivos militares estratégicos e táticos e podem ser direcionadas contra militares e civis hostis.
A natureza coercitiva da guerra política leva a enfraquecer ou destruir a vontade política, ou social de um oponente e forçar um curso de ação favorável ao interesse do Estado. A guerra política pode ser combinada com violência, pressão econômica, subversão e diplomacia, mas seu aspecto principal é "o uso de palavras, imagens e ideias". A criação, desdobramento e continuação desses métodos coercitivos são uma função do governo para as nações e servem como um substituto potencial para uma ação militar direta. Por exemplo, métodos como sanções econômicas ou embargos são destinados a infligir o dano econômico necessário para forçar a mudança política. Os métodos e técnicas utilizados na guerra política dependem da visão e composição política do estado. A conduta será diferente se o estado for totalitário, autoritário ou democrático.
O objetivo final da guerra política é alterar as opiniões e ações de um oponente em favor dos interesses de um estado sem utilizar o poder militar. Esse tipo de persuasão ou coerção organizada também tem o propósito prático de salvar vidas ao evitar o uso da violência para promover objetivos políticos. Assim, a guerra política também envolve "a arte de animar amigos e desanimar inimigos, de obter ajuda para a causa e provocar a desistência dos inimigos". Geralmente, a guerra política se distingue por sua intenção hostil e por uma potencial escalada; mas a perda de vidas é uma consequência aceitável. 

## Estratégias

### Não-violentas
A guerra política utiliza todos os instrumentos, fora da guerra "convencional", à disposição de uma nação para que esta alcance seus objetivos nacionais. A melhor ferramenta de guerra política é a "política eficaz vigorosamente explicada", ou mais diretamente, "política pública apoiada vigorosamente." Mas a guerra política é usada, como explicou um dos principais pensadores do tópico, "quando as declarações de relações públicas e a gentil diplomacia pública - a persuasão de estilo - as políticas de soft power - não conseguem conquistar os sentimentos e ações necessários" ao redor do mundo. A principal forma como a guerra política é travada é através da propaganda. A essência dessas operações pode ser evidente ou encoberta. A propaganda "branca" (aberta) vem de uma fonte conhecida. A propaganda "cinza", por outro lado, é a "ampliação semioficial da voz de um governo". A Radio Free Europe/Radio Liberty são exemplos de propaganda "cinzenta" durante a Guerra Fria. A propaganda "negra", no entanto, é propaganda que se origina de uma fonte desconhecida. A chave para a propaganda negra é o fato de que na maioria das vezes "parece vir de uma fonte desinteressada, quando na verdade não é".
Existem canais que podem ser usados para transmitir propaganda. O uso sofisticado da tecnologia permite disseminar informações para um grande número de pessoas. O canal mais básico é a palavra falada. Isso pode incluir discursos ao vivo ou transmissões de rádio e televisão. Transmissões de rádio abertas ou secretas podem ser uma ferramenta especialmente útil. A mídia impressa também é muito poderosa, incluindo folhetos, livros, revistas, charges políticas, pichações e artigos plantados em jornais (clandestinos ou não). Subversão, agentes de influência, espiões, jornalistas e "idiotas úteis" podem ser usados como ferramentas poderosas na guerra política.

### Agressivas

Expansão soviética: formação do Bloco do Leste.

A guerra política também inclui as atividades agressivas de um ator para ofensivamente ganhar vantagem relativa ou controle sobre outro. Entre estados-nação, pode terminar na tomada do poder ou na absorção do Estado vitimado para dentro da esfera de influência do agressor. Esta relação agressor-vítima também foi vista entre rivais dentro de um estado e pode envolver táticas como assassinato, atividade paramilitar, sabotagem, golpe de estado, insurgência, revolução, guerra de guerrilha e guerra civil. 
- Infiltração ou libertação estrangeira ocorre quando um governo é derrubado por uma intervenção diplomática ou militar estrangeira ou por meios secretos. O objetivo final da campanha é ganhar controle sobre a estrutura política e social de outra nação. A campanha poderia ser liderada por forças nacionais do agressor ou por grupo político favorável ao agressor ("quinta-coluna") dentro do outro estado. Paul M. Blackstock descreve três etapas envolvidas na extensão do controle do agressor sobre a vítima:[11] 
1ª: Penetração ou infiltração: a infiltração deliberada de grupos políticos e sociais dentro do estado vítima pelo agressor com o objetivo final de ampliar a influência e o controle. O agressor esconde suas reais intenções, que vão além da natureza influente normal da diplomacia e envolve espionagem.[12] 
2ª: Desintegração ou atomização forçada: "é o colapso da estrutura política e social da vítima até que o tecido do moral nacional se desintegre e o Estado seja incapaz de resistir a novas intervenções". O agressor pode explorar as inevitáveis tensões internas entre grupos políticos, de classe, étnicos, religiosos, raciais e outros.[13] Este conceito é uma estratégia similar ao "dividir para conquistar". 
3ª: Subversão e traição: Subversão é o "enfraquecimento ou desapego das lealdades de grupos políticos e sociais significativos dentro do Estado vitimado, e sua transferência para as causas políticas ou ideológicas do agressor".[14] Ao invés de transferência total e direta, o agressor pode aceitar estados intermediários que ainda cumpram seus objetivos, como o favor de indivíduos politicamente significativos. Além disso, a formação de uma contra-elite, composta de indivíduos influentes e líderes-chave, dentro do estado-vítima, estabelece a legitimidade e a permanência de um novo regime. Traição é a transferência de lealdade de indivíduos e líderes importantes para o campo do agressor. O indivíduo pode se mudar ou permanecer no país vítima, influenciando continuamente os problemas e eventos locais a favor do agressor. Os traidores também fornecem informações privilegiadas ao agressor.[15]

- Golpe de Estado é a derrubada de um governo através da infiltração de grupos políticos, militares e sociais por um pequeno segmento do aparato estatal. O pequeno segmento existe dentro do estado e tem como alvo as ferramentas políticas críticas de poder dentro de um governo para neutralizar a oposição ao golpe e à força dominante pós-golpe. Vários fatores preexistentes são necessários para um golpe:[16] a participação política é limitada a uma pequena parcela da população, independência da influência e controle de poder estrangeiro e autoridade de poder e decisão concentrada dentro de um centro político e não difundida entre autoridades regionais, empresas ou outros grupos. 
Um golpe utiliza recursos políticos para obter apoio existente dentro do estado e neutralizar ou imobilizar aqueles que são capazes de se mobilizar contra o golpe. Um golpe de sucesso ocorre rapidamente e depois de assumir o governo, estabiliza a situação controlando as comunicações e a mobilidade. Além disso, um novo governo deve ganhar aceitação das estruturas públicas, militares e administrativas, reduzindo a sensação de insegurança. Em última análise, o novo governo buscará legitimidade aos olhos de seu próprio povo e buscará reconhecimento internacional.[17] O golpe de Estado pode ser liderado por forças nacionais ou envolver influência estrangeira, semelhante à libertação ou infiltração estrangeira.[12]

- Operações paramilitares: guerra política transitória variando do uso em pequena escala da violência com estrutura organizacional primitiva (por exemplo, sabotagem) à guerra convencional em grande escala. A transição e escalonamento inclui uma série de etapas e depende de objetivos táticos e estratégicos. As atividades paramilitares incluem infiltração e subversão, bem como operações de pequenos grupos, insurreição e guerra civil.[18]

- Insurgência: uma ferramenta de guerra política organizada e prolongada, projetada para enfraquecer o controle e eliminar a legitimidade de um governo estabelecido, ocupando o poder ou outra autoridade política.[19] Uma insurgência é um conflito interno, e a luta primária é mobilizar as populações locais para o controle político e obter apoio popular para a causa dos insurgentes.[20] As insurgências incluem objetivos políticos e militares, com o objetivo final de estabelecer uma estrutura estatal legítima e rival.[21] Insurgências são conflitos militares não convencionais que incorporam uma variedade de métodos, que vão desde ferramentas coercivas como intimidação e assassinato, até ferramentas políticas como propaganda e assistencialismo. As abordagens e objetivos da insurgência podem envolver desordem perpétua e violência demonstrando a incapacidade do governo de fornecer segurança para a população, enfraquecendo o governo e matando ou intimidando qualquer oposição efetiva contra o governo, intimidando a população e desencorajando sua participação - ou apoio a – política ou processos legais (Lawfare ou, "guerra jurídica"), controlando ou intimidando forças policiais e militares (o que limita sua capacidade de responder a ataques insurgentes) ou criando repressão governamental provocando reações exageradas da segurança ou das forças militares.[22]

#### Guerra política soviética no Afeganistão
A União Soviética continua sendo um exemplo abrangente de uma nação agressiva que expandiu seu império através de infiltração secreta e envolvimento militar direto. Após a II Guerra Mundial, o país acreditava que as economias europeias se desintegrariam, deixando o caos socioeconômico e permitindo a expansão soviética em novos territórios. Os soviéticos rapidamente organizaram ferramentas, como organizações de fachada não-políticas, patrocinaram apelos de massa "espontâneos" e políticos fantoches. Enquanto muitas das estruturas políticas e sociais desses países estavam em desordem no pós-guerra, os partidos comunistas representantes da União Soviética estavam bem organizados e capazes de assumir o controle desses fracos e recém-formados governos da Europa Oriental. Além disso, as operações clandestinas dos serviços de inteligência soviéticos e as forças de ocupação militar soviéticas se infiltraram ainda mais nas esferas política e social dos novos estados satélite. Inversamente, em 1979, a União Soviética não conseguiu penetrar com sucesso na sociedade afegã após apoiar um golpe que levou a um novo governo marxista ao poder. Enquanto as unidades soviéticas já estavam em Cabul, na época do golpe, reforços chegaram para e tomar importantes cidades provinciais, elevando o total de tropas soviéticas para o Afeganistão para 125 mil-140 mil. Os soviéticos não estavam preparados para a resistência afegã, que incluía táticas de guerrilha clássicas com apoio estrangeiro. Em 1989, as forças soviéticas se retiraram do Afeganistão, tendo sido incapazes de se infiltrar na sociedade afegã ou de deter a resistência.

## Na antiguidade

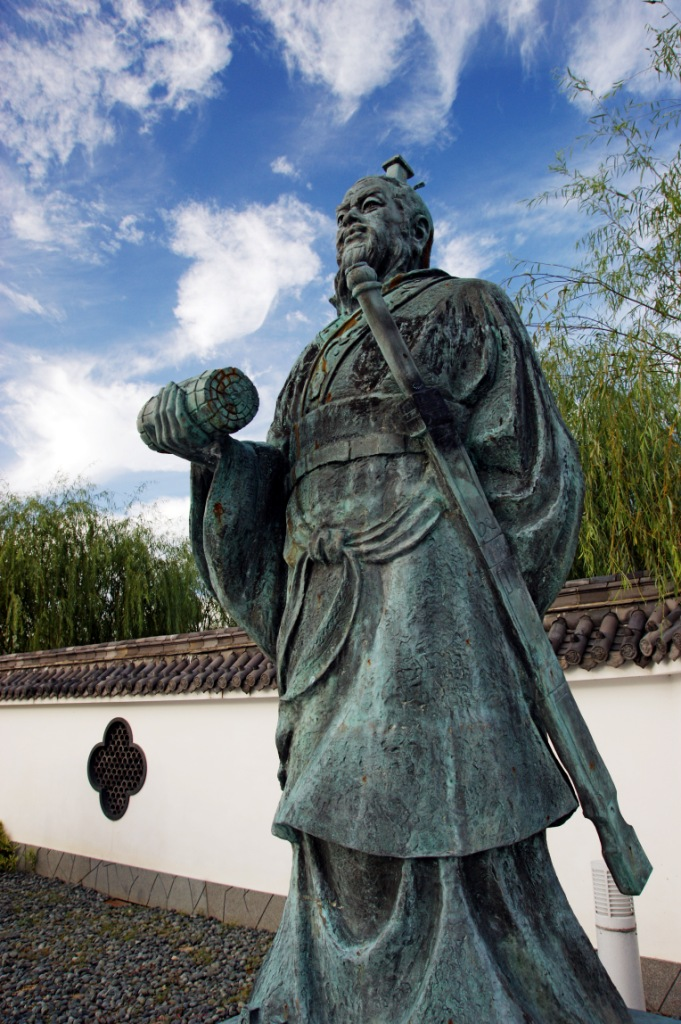
Sun Tzu (544 a.C. - 498 a.C.) estrategista militar, escreveu sobre o poder superior da guerra política na batalha (estátua em Yurihama, Tottori, Japão).

A história da guerra política pode ser rastreada até a antiguidade. O importante general e estrategista chinês, Sun Tzu, capta sua essência no antigo tratado de estratégia militar, A Arte da Guerra:
| “ | Portanto, conquistar cem vitórias em cem batalhas não significa o máximo da excelência; excelência mais alta está em obter-se uma vitória e subjugar o inimigo sem, no entanto, lutar... O especialista em usar o exército subjuga as forças do inimigo sem ir batalhar, toma as cidades muradas do inimigo sem lançar um ataque e esmaga o estado do inimigo sem prolongar a guerra. | ” |

Existem abundantes exemplos de guerra política na antiguidade. Na Grécia Antiga, um exemplo famoso é o do Cavalo de Troia, que usava engano para objetivos militares táticos. A propaganda era comumente utilizada, incluindo a retórica e o teatro gregos, que usavam palavras e imagens para influenciar as populações em todo o mundo helênico. Essa prática deixou um legado de discurso duradouro como um mecanismo de poder político, maior que a força na resolução de disputas e na indução da submissão. Durante esse mesmo período, Alexandre, o Grande, usou moedas cunhadas com sua própria imagem, forçando indiretamente as nações conquistadas a aceitar sua legitimidade como governante nacional e a unir nações díspares sob seu domínio.
A Roma Antiga utilizou uma guerra política semelhante à dos gregos, incluindo a retórica, como mostra Cícero; e arte, como visto em moedas, estátuas, arquitetura, engenharia e mosaicos. Todos esses elementos tinham a intenção de retratar o domínio imperial de Roma sobre suas nações e a natureza superior da sociedade romana. Seguindo uma visão religiosa, o imperador Constantino I em 330 d.C. ligou o estado romano à Igreja cristã. Ao fazer isso, ele associou "compromisso religioso com a ambição imperial", que provou ser bem sucedido e poderoso. Um símbolo duradouro disso é o Chi Rho, que forma as duas primeiras letras do gregos para Cristo. Este símbolo foi usado por mais de mil anos pelos sucessores de Constantino como um símbolo de "majestade imperial e autoridade divina"  e ainda é um poderoso símbolo dentro do cristianismo. 
- Uma moeda de Constantino I (c.337) mostrando uma representação de seu labarum espetando uma serpente.
- Efígie de Alexandre, o Grande numa tetradracma de prata.
- O símbolo Chi Rho.

## Nos Estados Unidos

### Criação de capacidade de guerra política

Logotipo usado na ajuda entregue aos países europeus durante o Plano Marshall.

A política externa estadounidense demonstra uma tendência a avançar para a guerra política em tempos de tensão e ameaça percebida, e para a diplomacia pública em tempos de melhoria das relações e da paz. O uso americano da guerra política depende de sua visão política central do mundo e de seus objetivos subsequentes de política externa. Após a Segunda Guerra Mundial, a ameaça da expansão soviética trouxe dois novos objetivos para a guerra política americana: 
1. Restaurar a Europa Ocidental através de apoio militar, econômico e político.
2. Enfraquecer a influência soviética na Europa Oriental através da propaganda.[34]

O presidente Harry S. Truman estabeleceu uma capacidade de guerra política do governo no National Security Act de 1947. O ato criou o Conselho de Segurança Nacional dos EUA, que se tornou a infraestrutura necessária para empregar poder militar com propósitos políticos. Além disso, os Estados Unidos elaboraram o Plano Marshall, que forneceu fundos para reconstruir, de 1947 a 1951, os países europeus devastados pela guerra. O Presidente Truman expressou a visão nacionalista e universalista da guerra política dos Estados Unidos contra a União Soviética num discurso perante o Congresso em 12 de Março de 1947, estabelecendo assim a Doutrina Truman : 
| “ | Os povos de vários países do mundo tiveram recentemente regimes totalitários forçados contra eles contra sua vontade. O governo dos Estados Unidos fez frequentes protestos contra a coerção e a intimidação, em violação do acordo de Ialta, na Polônia, na Romênia e na Bulgária. Também devo declarar que, em vários outros países, houve desenvolvimentos semelhantes. Um modo de vida baseia-se na vontade da maioria e distingue-se por instituições livres, governo representativo, eleições livres, garantias de liberdade individual, liberdade de expressão e religião e liberdade da opressão política. O segundo modo de vida baseia-se na vontade de uma minoria imposta por intermédio da força à maioria. Depende de terror e opressão, uma imprensa controlada e rádio; eleições fixas e a supressão das liberdades individuais. Eu acredito que deve ser a política dos Estados Unidos para apoiar os povos livres que estão resistindo à tentativa de subjugação por minorias armadas ou por pressões externas. Acredito que devemos ajudar os povos livres a desenvolver seus próprios destinos à sua maneira. Acredito que a nossa ajuda deve ser principalmente através de ajuda econômica e financeira que é essencial para a estabilidade econômica e processos políticos ordeiros. As sementes dos regimes totalitários são alimentadas pela miséria e pela carência. Eles se espalham e crescem no solo maligno da pobreza e do conflito. Eles alcançam seu pleno crescimento quando a esperança de um povo por uma vida melhor morreu. Nós devemos manter essa esperança viva. Os povos livres do mundo nos procuram por apoio na manutenção de suas liberdades. Se vacilarmos em nossa liderança, poderemos pôr em perigo a paz do mundo e, certamente, ameaçaremos o bem-estar de nossa própria nação. | ” |

### Política de contenção
A Doutrina Truman foi a base do pós-guerra para as operações de guerra política americanas em que o governo dos Estados Unidos foi mais longe para formular uma estratégia ativa e defensiva para conter a ameaça soviética. Em 4 de Maio de 1948, George F. Kennan, o pai da política de contenção, escreveu o memorando intitulado The Inauguration of Organized Political Warfare ("A Inauguração da Guerra Política Organizada"). Esse memorando do Conselho de Segurança Nacional estabeleceu uma diretoria de operações de guerra política, sob o controle do Conselho, conhecida como Conselho Consultivo (ou de Avaliação) do Conselho de Segurança Nacional. Essa diretoria estava sob a autoridade do Secretário de Estado, enquanto o Conselho tinha autoridade completa sobre operações políticas secretas. Reconheceu a guerra política como um instrumento na grande estratégia dos Estados Unidos. Kennan definiu "guerra política" como "o emprego de todos os meios ao comando de uma nação, à margem da guerra, para alcançar seus objetivos nacionais. Tais ações são tanto abertas quanto sigilosas. Elas variam de ações evidentes como alianças políticas, medidas econômicas como o ERP (Plano Marshall), e propaganda "branca" para operações encobertas como apoio clandestino de elementos estrangeiros "amigáveis", guerra psicológica "negra" e até encorajamento de resistência subterrânea em estados hostis." 
O memorando definiu ainda quatro projetos que foram ativados pelo Conselho para combater a crescente influência comunista no exterior, incluindo: 
- Comitês de Libertação: para incentivar a formação de uma organização pública americana a fim de financiar comitês de refugiados políticos selecionados para dar apoio e orientação aos movimentos nacionais manifestos no mundo soviético;
- Apoio de elementos anticomunistas locais: dentro dos países ameaçados do mundo livre, incluindo secretamente intermediários privados;
- Atividades clandestinas atrás da cortina de ferro
- Ação direta preventiva em países livres: somente em casos de extrema necessidade. Essa operação secreta envolveu: controle sobre atividades anti-sabotagem nos campos de petróleo venezuelanos, sabotagem americana de instalações petrolíferas do Oriente Próximo à beira da captura soviética e designação de indivíduos-chave ameaçados pelo Kremlin que deveriam ser protegidos ou removidos (exfiltrados) do local/país.

### Guerra Fria

Logotipo da Radio Free Europe/Radio Liberty.

Os Estados Unidos usaram as operações de pesquisa, transmissão e mídia impressa de propaganda cinza e negra durante a Guerra Fria para alcançar seus objetivos de guerra política. Essas operações foram conduzidas contra alvos do Leste Europeu da Europa Ocidental por duas organizações público-privadas apoiadas em parte pela CIA e o Conselho de Segurança Nacional, e em parte por corporações privadas. Essas organizações eram a Free Europe, que foi lançada em 1941 e visava a Europa Oriental, e o AmComLib (American Committee for Liberation), criado em 1951 para transmitir informações para a Rússia Soviética. Ambos foram renomeados logo em seguida e combinados como Radio Free Europe/Radio Liberty (RFE / RL). Muitos recrutas do RFE / RL vieram de famílias de emigrantes europeus que eram fortemente anticomunistas ou de agências do governo dos EUA, principalmente da CIA. Oficialmente, "o governo dos EUA negou qualquer responsabilidade pelas rádios e teve o cuidado de esconder os canais de financiamento, recrutamento de pessoal e influência política. Obviamente, o maior apoio era americano, mas não era plausivelmente oficial americano e poderia ser excluído da relação diplomática e da complicação jurídica internacional." O RFE / RL foi considerado uma operação "cinzenta" até que sua existência fosse publicamente reconhecida por "ativistas" nos Estados Unidos durante o final da década de 1960. O objetivo das rádios era apresentar a verdade aos povos reprimidos por trás da Cortina de Ferro "para ajudar na reconstrução de uma vida intelectual animada e diversificada na Europa que poderia... derrotar as incursões soviéticas em sua liberdade".  Além disso, a VOA (Voz da América) começou a transmitir para os cidadãos soviéticos em 1947 sob o pretexto de combater "exemplos mais prejudiciais da propaganda soviética dirigida contra líderes e políticas americanas" por parte da mídia interna soviética. A União Soviética respondeu interferindo eletronicamente nas transmissões da VOA em 24 de Abril de 1949.
No Outono de 1950, um grupo de estudiosos, incluindo físicos, historiadores e psicólogos da Universidade de Harvard, Instituto de Tecnologia de Massachusetts e  RAND Corporation realizaram uma pesquisa sobre guerra psicológica para o Departamento de Estado. O Relatório do Project Troy, foi apresentado ao Secretário de Estado em 1 de Fevereiro de 1951, fez várias propostas para a guerra política, incluindo possíveis métodos de minimizar os efeitos do bloqueio soviético nas transmissões da Voz da América. Pode-se supor que a administração Truman tentou implementar os planos estabelecidos pelo Project Troy no projeto Overload and Delay. O objetivo deste último era romper o sistema stalinista aumentando o número de pontos de entrada no sistema e criando situações complexas e imprevisíveis que exigem ação.
Uma forma aberta e não governamental de guerra política durante a Guerra Fria surgiu após o discurso do Presidente Ronald Reagan, em 8 de Junho de 1982, ao Parlamento britânico. Em seu discurso, Reagan apelou por uma "cruzada global pela democracia"  e, como resultado, a NED (National Endowment for Democracy) foi criada em Dezembro de 1983. A NED era uma ONG baseada em quatro países. Fundações principais: 
- The National Democratic Institute
- The National Republican Institute para dispensar fundos e treinamento para políticos e partidos políticos;
- The Center for International Private Enterprise oferece oportunidades de treinamento, financiamento e redes de contatos para associações empresariais;
- AFL-CIO para auxiliar entidades de comércio internacional.[46]

A NED "financiou programas de apoio a candidatos aceitáveis para os EUA nas eleições de Granada, Panamá, El Salvador e Guatemala ao longo de 1984 e 1985, a fim de impedir vitórias comunistas e criar governos pró-EUA estáveis". Também atuou na Europa, financiando grupos para promover a propaganda da OTAN na Grã-Bretanha, bem como uma "organização estudantil francesa de direita... ligada aos paramilitares fascistas". Outros esforços notáveis incluíram propaganda anti-sandinista e esforços de oposição na Nicarágua, bem como propaganda anticomunista e esforços de oposição em apoio ao Solidarność (Sindicato Solidariedade) da Polônia entre 1984 e 1990. De acordo com uma entrevista de 1991 ao Washington Post com um dos criadores do NED, Allen Weinstein, "muito do que nós (NED) fazemos hoje foi feito secretamente há 25 anos pela CIA". 

## Regimes comunistas

### União Soviética

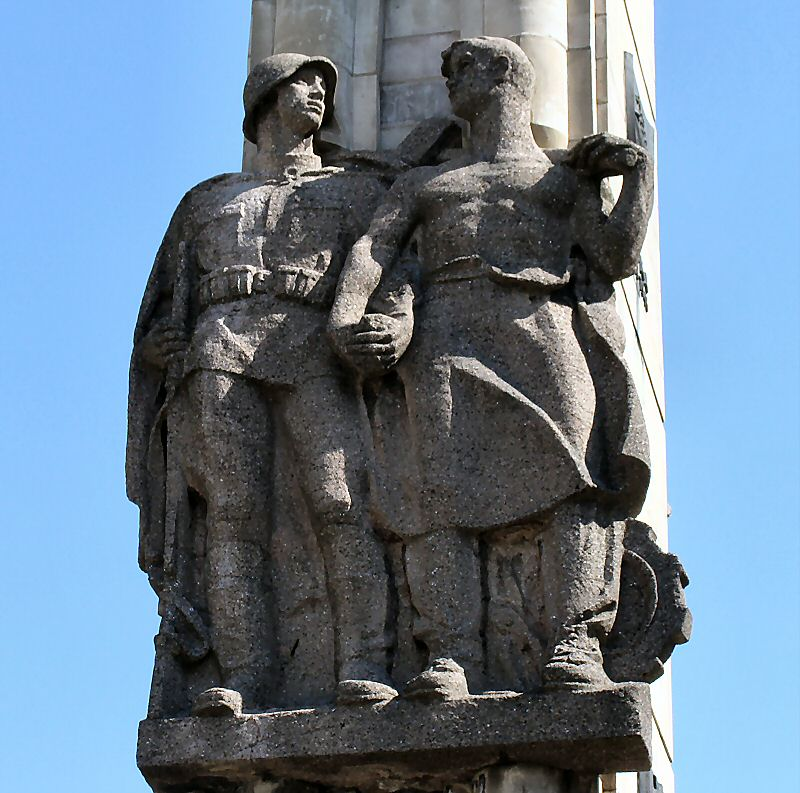
Monumento dos soldados na Praça da Liberdade em Włocławek, Polônia. O monumento representa um soldado do Exército Vermelho e um camponês polonês, de mãos dadas. A União Soviética usava monumentos do Exército Vermelho em países ocupados pelos soviéticos como uma ferramenta de propaganda.

Ao longo da Guerra Fria, a União Soviética estava comprometida com a guerra política em linhas totalitárias clássicas e continuou a utilizar propaganda para o público interno e externo. "Medidas ativas" (em russo: Активные мероприятия) era o termo que descrevia as atividades de guerra política interna e externa em apoio às políticas, interna e externa, soviéticas. Os esforços soviéticos assumiram muitas formas, variando de propaganda, falsificações e desinformação geral a assassinatos. As medidas visavam prejudicar a imagem do inimigo, criar confusão, manipular a opinião pública e explorar as tensões existentes nas relações internacionais. A União Soviética dedicou vastos recursos e atenção a essas medidas ativas, acreditando que "a produção em massa de medidas ativas teria um efeito cumulativo significativo durante um período de várias décadas". As medidas ativas soviéticas eram notórias por afetar as atitudes do público-alvo ouvinte, ao incluir preconceitos, crenças e suspeitas profundamente enraizadas na história local. Campanhas soviéticas alimentavam desinformação que era psicologicamente consistente com o público. Exemplos de medidas ativas soviéticas incluem: 
- Operação Trust: foi uma operação de contrainteligência conduzida pela inteligência soviética contra inimigos nacionais e estrangeiros. A operação, que decorreu entre 1921 e 1929, criou uma falsa organização antibolchevique clandestina, a "União Monarquista da Rússia Central" (MUCR - Монархическое объединение Центральной России, МОЦР), que "conspirava" para derrubar o governo soviético. A Trust pretendia criar a visão de que o comunismo havia falhado e, que a União Soviética abandonaria a revolução. Os serviços de inteligência ocidentais apoiavam os falsos dissidentes antibolcheviques que forneciam falsos relatórios de inteligência. O objetivo da operação era identificar dissidentes reais e antibolcheviques internamente e no exterior. A operação resultou nas prisões e execuções de líderes exilados russos e na desmoralização geral dos esforços antissoviéticos.[51]

- Operação INFEKTION: Em Outubro de 1985, o semanário soviético Literaturnaya Gazeta chamou a atenção para a história divulgada pelo The Patriot, um obscuro jornal indiano, alegando que o governo dos EUA criara o vírus da AIDS como arma biológica e, que este era disseminado pelo mundo por soldados americanos, usados como cobaias para o experimento.[52] A história foi transmitida pela Rádio Paz e Progresso (ru: Радиостанция Мир и Прогресс) de Moscou em transmissões nos idiomas inglês e turco para países asiáticos, alguns dos quais tinham importantes bases militares dos EUA. A "INFEKTION" foi altamente eficaz nos anos 1980 e continua ressurgindo por todo o mundo.[53]

A estratégia e as táticas comunistas se concentravam continuamente em objetivos revolucionários, "para eles, a guerra real é a guerra política travada diariamente sob o disfarce da paz". cujo propósito é "desorientar e desarmar a oposição... para induzir o desejo de se render em povos rivais... para corroer toda a infraestrutura moral, política e econômica de uma nação". O domínio de Lenin sobre "política e luta" permaneceu como objetivo para a União Soviética e outros regimes comunistas globais, como a República Popular da China. 

### China e Taiwan

Logotipo do Departamento de Guerra Política de Taiwan.

Os líderes políticos da China durante século XX tiveram que primeiro criar uma nação antes de poderem lidar com outros atores nacionais na arena internacional. Consequentemente, na medida em que tanto o PCC (Partido Comunista Chinês) quanto o Partido Nacionalista Chinês (Kuomintang) subscreveram um conceito de guerra política durante seus anos formais de luta, o conceito preocupou-se tanto em criar identidade nacional e derrotar adversários internos quanto na capacidade da China de competir no mundo.
O governo da Taiwan (China Nacionalista) reconheceu que seu adversário comunista empregou astutamente a guerra política para capitalizar as fraquezas do Kuomintang ao longo dos anos, desde que Sun Yat-sen impulsionou sua revolução na década de 1920, e o regime de Chiang Kai-shek abraçou a filosofia da guerra política como uma necessidade defensiva e como a melhor base para consolidar seu poder na esperança de seu objetivo otimista de "retomar o continente". Ambas as doutrinas de guerra política, nacionalistas e comunistas, chinesas derivam dos mesmos antecedentes históricos da Academia Militar de Whampoa em 1924 sob a tutela soviética.
A experiência dos chineses nacionalistas com a guerra política pode ser tratada de forma muito mais tangível do que simplesmente traçar o desenvolvimento doutrinário. Hoje, em Taiwan, o conceito é virtualmente sinônimo do Fu Hsing Kang College (Departamento de Guerra Política Geral do Ministério da Defesa Nacional), que é o autor da doutrina política e é a culminação de uma série de manifestações organizacionais de sua aplicação.

## Literatura adicional
Em inglês
- Bernays, Edward. Propaganda. IG Publishing, 1928. (Link: Bahai Studies).
- Linebarger, Paul M. Psychological Warfare. Infantry Journal Press, 1948. (Link: Archive.org)
- Luttwak, Edward. Coup d'Etat. Harvard University Press, 2016, ISBN 9780674737266
- Lawrence W. Bielenson. Power Through Subversion. Public Affairs Press, 1972.
- Ellul, Jacques. Propaganda: The Formation of Men's Attitudes. Trans. Konrad Kellen & Jean Lerner. Random House/Vintage, 1973.
- Carnes Lord & Frank R. Barnett. Political Warfare and Psychological Operations: Rethinking the US Approach. DIANE Publishing, 1989. ISBN 9781428982031
- Janos Radvanyi, ed., "Psychological Operations and Political Warfare in Long-term Strategic Planning" (Praeger, 1990).
- Smith, Paul A., "On Political War" (National Defense University Press Publications, 1989).
- Horowitz, David. The Art of Political War: And Other Radical Pursuits. Spence, 2000. ISBN 9781890626280

Em português
- Motta, Roberto. Jogando Para Ganhar: Teoria e Prática da Guerra Política. LVM Editora, 2018. ISBN 9788593751349